# Hazaradjat
Le Hazaristan, également appelé Hazaradjat, (en dari : هزاره جات) désigne littéralement « le pays des Hazaras », et correspond grossièrement aux régions centrales de l'Afghanistan actuel. Sa capitale traditionnelle est la ville de Bâmiyân.

## Géographie
Les hautes vallées de Hazaristan (celle de Bâmiyân s'élève à environ 2 800 mètres) sont dominées par les sommets de l'Hindou-Kouch, parmi lesquels le Koh-e Bâbâ, qui culmine à 5 084 mètres au Shah Fuladi (de), non loin de Bâmiyân.
En raison de la nature des sols, des reliefs, des rigueurs du climat, la faune et la flore sont moins abondantes dans le Hazaristan que dans d'autres régions de l'Afghanistan. Les cultures se limitent aux vallées, où le moindre lopin de terre est cultivé. La population est pauvre et a souvent été contrainte à l'exil vers les grandes villes pour assurer sa subsistance.

## Population
Les Hazaras vivent dans l'Hindou-Kouch central, dans une région appelée Hazaristan. Ils parlent hazaragi, un dialecte du persan, contrairement à la majorité des Afghans. L'écrasante majorité d'entre eux (95 %) professent le chiisme duodécimain, mais il y a également quelques sunnites ou ismaéliens. Ils pratiquent l'élevage et l'agriculture de subsistance adaptés à leur environnement montagneux. Ils étaient pratiquement indépendants jusqu'à la fin du XIXe siècle, quand leur terre a été conquise par Abdur Rahman, « l'émir de fer », en vue d'imposer un pouvoir central unifié pour l'ensemble du pays.

## Société
Jusqu'à récemment, ils ont été systématiquement marginalisés par les gouvernements successifs. Beaucoup ont été déplacées de force et ont dû migrer vers les villes, en particulier à Kaboul (où ils représentaient 15% de la population en 2003) mais aussi dans les grandes villes comme Mazar-i Charif et Hérat, où ils sont marchands ou membres de l'administration grâce à leur connaissance du persan qui était pendant longtemps la langue de l'administration et de la haute culture.